# Мозер, Мэри
Мэри Мозер (англ. Mary Moser; 1744—1819) — английская художница, одна из двух женщин, ставших членом-основателем Королевской академии художеств в Лондоне. Писала преимущественно портреты и натюрморты с цветами.

## Биография
Родилась 27 октября 1744 года в Лондоне. Первоначально обучалась работе с эмалью у своего отца Джорджа Майкла Мозера (1706—1783), происходившего из Швейцарии. Талант художницы у Мэри проявился в раннем возрасте. В 14 лет она получила свою первую медаль общества Society of Arts. Впервые начала выставляться в Society of Artists of Great Britain. Ещё спустя десять лет при создании Королевской академии, вместе с Анжеликой Кауфман стала её членом.

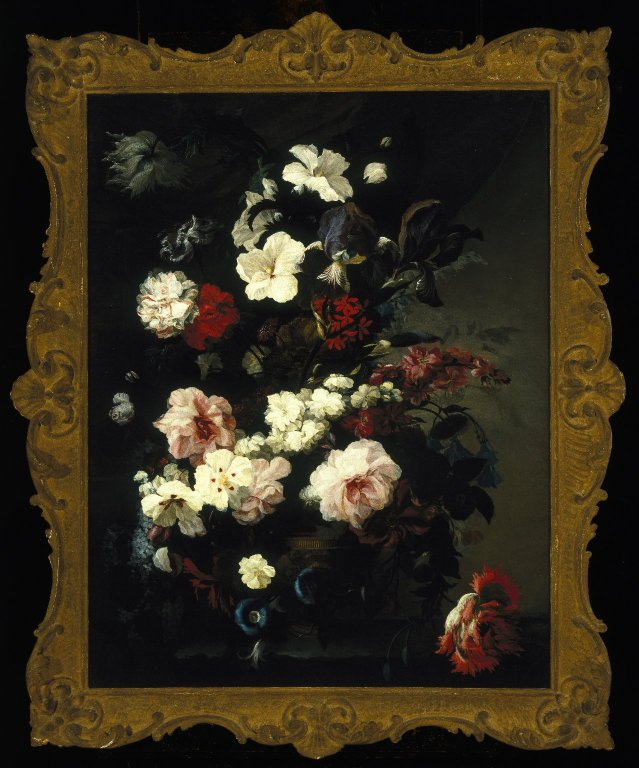
М. Мозер. Натюрморт с цветами, около 1780 г. Бруклинский музей

Около 1770 года Джордж Ромни создал портрет художницы за работой над натюрмортом (Лондонская Национальная портретная галерея приобрела картину в 2003 году).
В 1790-е годы Мэри Мозер получила престижный заказ на более 900 фунтов стерлингов от королевы Шарлотты чтобы завершить декоративное оформление цветочной комнаты в доме Frogmore House в Виндзоре, графство Беркшир. Это была солидная сумма по тем временам и стала одной из её последних работ перед замужеством с капитаном Хью Ллойдом 23 октября 1793 года. Мозер вышла на пенсию, но продолжала писать и выставляться в Королевской академии до 1802 года.
У неё была открытая связь с Ричардом Косвеем, который только развёлся с женой-художницей Марией. В течение полугода Мэри путешествовала с ним и работала на пленэре.
Умерла Мозер 2 мая 1819 года в Лондоне и была похоронена рядом с мужем на Кенсингтонском кладбище.